# 요들

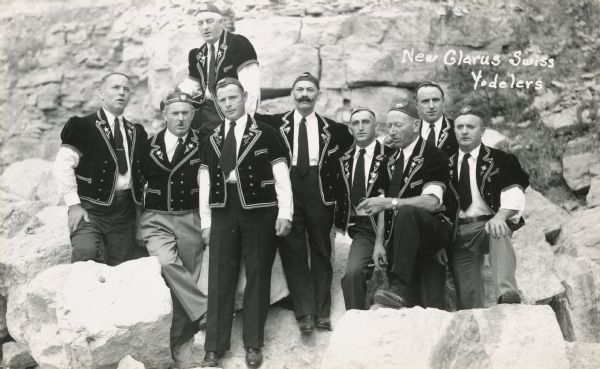
스위스의 요들러

요들(Yodel)은 알프스산맥, 티롤 지방에서 불리는 독특한 음악 장르이다.

## 같이 보기
- 쿨닝